# Xenacanthus

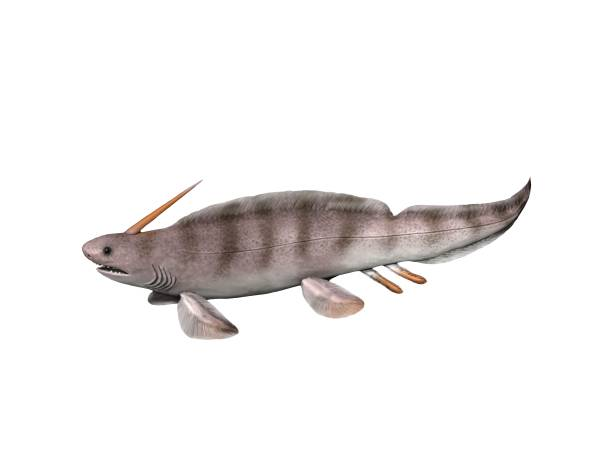
rekonstrukcja wyglądu Xenacanthus decheni

Xenacanthus (ze starożytnej greki ξένος , xénos, 'obcy, obcy' + ἄκανθος , akanthos, 'kręgosłup') – rodzaj prehistorycznych rekinów. Pierwsze gatunki z rodzaju żyły w późniejszym okresie dewonu i przetrwały do końca triasu, czyli 202 mln lat temu. Na całym świecie znaleziono skamieniałości różnych gatunków.

## Opis
Posiadał szereg cech, które odróżniały go od współczesnych rekinów. Rekin ten miał zwykle około jednego metra długości i nigdy nie był dłuższy niż 2 m. Płetwa grzbietowa przypominała wstążkę i biegła przez całą długość grzbietu i wokół ogona, gdzie łączyła się z płetwą odbytową. Układ przypomina współczesne kongery i Xenacanthus prawdopodobnie pływał w podobny sposób. Charakterystyczny kręgosłup, przypominający kolec, wystający z tyłu głowy nadał rodzajowi nazwę. Spekulowano nawet, że kolec ten był jadowity, być może w sposób podobny do płaszczki. Zęby miały nietypowy kształt litery „V” i prawdopodobnie żywił się małymi skorupiakami i mocno łuskowatymi rybami z rzędu palaeoniscid.
Jak wszystkie skamieniałe rekiny, Xenacanthus jest znany głównie ze skamieniałych zębów i kolców.